# Sauvagesinella palustris
Sauvagesinella palustris är en skalbaggsart som beskrevs av Matthews 1974. Sauvagesinella palustris ingår i släktet Sauvagesinella och familjen bladhorningar. Inga underarter finns listade i Catalogue of Life.